# Pavol Breier (1921)
MUDr. Pavel Breier (* 26. září 1921, Hrabušice – 2. dubna 2014, Bratislava) byl slovenský lékař – parazitolog, fotograf a publicista.
V roce 1951 absolvoval studium medicíny na Lékařské fakultě Univerzity Komenského v Bratislavě. Do roku 1990 pracoval jako vedoucí lékař pro infektologii.
Autor statí a článků o slovenských umělcích a vzpomínkové knihy Moje nejdelší prázdniny (1984). Spoluautor knihy o Alexandru Dubčekovi Profily vzdoru (1991) a knihy Jak umírá město, kterou pořídil s Jurajem Spitzerem.
Je otcem fotografa Pavla Breiera a lékaře Petra Breiera.